# SV Meppen
Maillots
Actualités
Le Sportverein Meppen 1912 e. V. est un club allemand de football basé à Meppen en Basse-Saxe, fondé en 1912.

## Histoire
Le club est fondé le 29 novembre 1912 sous le nom de Amisia Meppen avant d'intégrer le Männer-Turnverein Meppen le 8 février 1920 pour former le TuS Meppen 1912. En 1921, la section football du club quitte le TuS Meppen 1912 pour créer un club indépendant appelé Sportverein Meppen 1912 e. V.
Le club a été particulièrement actif en troisième et quatrième divisions allemandes jusqu'à la fin des années 1980, obtenant une promotion en 2. Bundesliga en 1987. En 1997, le club atteint les huitièmes de finale de la Coupe d'Allemagne, en battant l'Eintracht Francfort 6-1. Un an plus tard, le club est relégué. Actuellement le club joue dans la 3. Liga. Afin de répondre aux exigences de la Fédération allemande de football, le stade a été modernisé par des mesures de constructions importantes en 2017.

## Palmarès
| Compétitions nationales                                                                                            |
| --- |
| - Coupe de Basse-Saxe (Niedersachsenpokal) (2) - Champion : 1999 et 2021 - Regionalliga Nord (1) - Champion : 2017 |

## Joueurs et personnalités du club

### Effectif actuel 2022-2023
| N° | Nat.                   | Poste | Nom du joueur     |
| -- | ---------------------- | ----- | ----------------- |
| 1  | Drapeau de l'Allemagne | G     | Matthis Harsman   |
| 3  | Drapeau de l'Allemagne | D     | Leon Kugland      |
| 4  | Drapeau de l'Allemagne | D     | Yannick Osée      |
| 5  | Drapeau de l'Allemagne | M     | Jonas Fedl        |
| 6  | Drapeau de l'Allemagne | M     | Ole Käuper        |
| 7  | Drapeau de l'Allemagne | M     | Marcus Piossek    |
| 8  | Drapeau de l'Allemagne | D     | Max Dombrowka     |
| 9  | Drapeau de l'Allemagne | A     | Mike Feigenspan   |
| 10 | Drapeau de l'Allemagne | M     | Luka Tankulic     |
| 11 | Drapeau de l'Allemagne | A     | Morgan Faßbender  |
| 13 | Drapeau de l'Allemagne | A     | Marvin Pourié     |
| 14 | Drapeau de l'Allemagne | M     | Willi Evseev      |
| 15 | Drapeau de l'Allemagne | M     | Markus Ballmert   |
| 17 | Drapeau de l'Allemagne | A     | Christoph Hemlein |
| 18 | Drapeau de l'Allemagne | M     | David Vogt        |

| No. | Nat.                   | Position | Nom du joueur                                       |
| --- | ---------------------- | -------- | --------------------------------------------------- |
| 19  | Drapeau de l'Allemagne | A        | Samuel Abifade                                      |
| 20  | Drapeau de l'Allemagne | A        | Marius Kleinsorge                                   |
| 21  | Drapeau de l'Allemagne | A        | Beyhan Ametov                                       |
| 22  | Drapeau de l'Allemagne | M        | Steffen Puttkammer                                  |
| 23  | Drapeau de la Pologne  | M        | David Blacha                                        |
| 24  | Drapeau de l'Allemagne | A        | Johannes Manske                                     |
| 25  | Drapeau de l'Allemagne | M        | Paul Manske                                         |
| 27  | Drapeau de l'Italie    | D        | Lukas Mazagg                                        |
| 28  | Drapeau de l'Allemagne | D        | Sascha Risch                                        |
| 29  | Drapeau de l'Allemagne | G        | Jonas Kersken (en prêt de Borussia Mönchengladbach) |
| 30  | Drapeau du Monténégro  | M        | Mirnes Pepić                                        |
| 32  | Drapeau de l'Allemagne | G        | Erik Domaschke                                      |
| 33  | Drapeau de l'Allemagne | D        | Tobias Kraulich                                     |
| 44  | Drapeau de l'Allemagne | G        | Julius Pünt                                         |

Mise à jour au 31 août 2022

### Staff
| Nationalité | Nom              | Fonction               |
| ----------- | ---------------- | ---------------------- |
|             | Ernst Middendorp | Entraineur             |
|             | Benjamin Duray   | Entraineur Adj.        |
|             | Theodoros Dedes  | Entraineur Adj.        |
|             | André Poggenborg | Entraineur de gardiens |
|             | Daniel Vehring   | Entraîneur Athlétique  |